# Dario Beni
Dario Beni (* 1. Juni 1889 in Rom; † 11. Februar 1969 ebenda) war ein von 1907 bis 1921 aktiver italienischer Radrennfahrer.
Sein erster großer Erfolg war der dritte Platz bei der Coppa Bastoggi im Jahr 1908. Am 13. Mai 1909 um 14:53 Uhr startete er mit 126 weiteren Fahrern in Mailand zum ersten Giro d’Italia. Beni wurde Sieger der ersten Etappe, gewann auch die achte Etappe und wurde Gesamtsiebter. 1909 und 1911 war er italienischer Meister im Straßenrennen. 1912 gewann er die Gesamtwertung des Giro della Romagna, insgesamt dreimal gewann er das Radrennen Rom–Neapel–Rom (1911, 1912 und 1914).
Nach Beendigung seiner aktiven Karriere war er als Sportfunktionär beim italienischen Radsportverband tätig.